# Geertruida van Saksen
Geertruida van Saksen (1033 - 3 augustus 1113) was de dochter van hertog Bernhard II van Saksen en Eilika van Schweinfurt.
Ze trouwde rond het jaar 1050 met Floris I van Holland. Kinderen waren:
- Dirk V van Holland (1052-1091), graaf van Holland (1061-1091)
- Floris, jong overleden te Luik, waar hij mogelijk heen was gestuurd voor zijn opvoeding
- Bertha van Holland (ca. 1058-1094), gehuwd van 1072 tot 1092 met koning van Frankrijk, Filips I van Frankrijk
- mogelijk Adelheid (1045-1085), gehuwd met Boudewijn I van Guînes

Geertruida werd in 1061 weduwe. Korte tijd na het overlijden van Floris, nam bisschop Willem van Cuijck van Utrecht, het Rijnland en Kennemerland in bezit. Dit werd door de keizerin, Agnes van Poitou (1024-1077), bevestigd, de minderjarige Dirk had toen alleen nog de monding van de grote rivieren en een paar eilanden in het noorden in bezit.
Geertruida besefte dat ze een sterke bondgenoot nodig had en ze trouwde in 1063 met Robrecht I van Vlaanderen, de broer van de graaf Boudewijn VI van Vlaanderen. Robrecht gaf zijn aanspraken op het graafschap Vlaanderen op (ten gunste van zijn neef Arnulf) en wijdde zich aan zijn Friese belangen, daaraan ontleent hij in Vlaanderen zijn bijnaam "de Fries". Dirk ontving Vlaanderen ten oosten van de Schelde en de eilanden ten westen van de Schelde (o.a. Walcheren), als apanage.
Robrecht en zijn broer Boudewijn wisten het Rijnland en Kennemerland weer terug te veroveren, maar keizer Hendrik IV gaf hertog Godfried III van Lotharingen van Neder-Lotharingen opdracht om de bisschop te verdedigen. Godfried werd op 19 februari 1076 vermoord in Vlaardingen. Toen bisschop Willem een paar maanden later ook overleed, verzamelde Dirk een Vlaams leger en probeerde opnieuw zijn graafschap te heroveren. De nieuwe bisschop Koenraad verschanste zich in het kasteel van IJsselmonde. Toen Dirk het kasteel wist te veroveren was de strijd beslist: Koenraad sloot vrede en gaf daarbij het Rijnland en Kennemerland terug aan Dirk.
Geertruida trad in 1089 nog op als regentes van Vlaanderen terwijl Robrecht Jeruzalem bezocht. Ze overleed op 3 augustus 1113 te Veurne en is aldaar in de St.-Walburgakerk begraven.
Geertruida en Robrecht kregen de volgende kinderen:
- Adela van Vlaanderen (1064-1115), gehuwd met Knoet IV van Denemarken, en de ouders van graaf van Vlaanderen Karel van Vlaanderen de Goede (1119-1127)
- Robrecht II van Vlaanderen(1065-1111), graaf van Vlaanderen (1093-1111), vader van  graaf Boudewijn VII van Vlaanderen (1111-1119)
- Filips, vader van Willem van Ieper
- mogelijk Ogiva, abdis van Mesen
- mogelijk Boudewijn
- Gertrudis van Vlaanderen (1080-1117), in haar tweede huwelijk getrouwd met Diederik van Opper-Lotharingen, en de ouders van  graaf van Vlaanderen, Diederik van de Elzas (1128-1168)

## Voorouders
| Voorouders van Geertruida van Saksen | Voorouders van Geertruida van Saksen                                         | Voorouders van Geertruida van Saksen                                         | Voorouders van Geertruida van Saksen                                         | Voorouders van Geertruida van Saksen                                         | Voorouders van Geertruida van Saksen                                         | Voorouders van Geertruida van Saksen                                         | Voorouders van Geertruida van Saksen                                         | Voorouders van Geertruida van Saksen                                         |
| ------------------------------------ | ---------------------------------------------------------------------------- | ---------------------------------------------------------------------------- | ---------------------------------------------------------------------------- | ---------------------------------------------------------------------------- | ---------------------------------------------------------------------------- | ---------------------------------------------------------------------------- | ---------------------------------------------------------------------------- | ---------------------------------------------------------------------------- |
| Overgrootouders                      | Herman Billung (±900–973) ∞ Hildegarde van Westerburg (?–?)                  | Herman Billung (±900–973) ∞ Hildegarde van Westerburg (?–?)                  | Hendrik I de Kale (935-976) ∞ Hildegard van Rheinhausen (945-)               | Hendrik I de Kale (935-976) ∞ Hildegard van Rheinhausen (945-)               | Berthold van Schweinfurt (915-980) ∞ Heliksuinda van Walbeck (930-1015)      | Berthold van Schweinfurt (915-980) ∞ Heliksuinda van Walbeck (930-1015)      | Herbert van de Wetterau (930-992) ∞ Irmtrud van Avalgau (957-1020)           | Herbert van de Wetterau (930-992) ∞ Irmtrud van Avalgau (957-1020)           |
| Grootouders                          | Bernhard I van Saksen (940-1011) ∞ Hildegard van Stade (±965–1011)           | Bernhard I van Saksen (940-1011) ∞ Hildegard van Stade (±965–1011)           | Bernhard I van Saksen (940-1011) ∞ Hildegard van Stade (±965–1011)           | Bernhard I van Saksen (940-1011) ∞ Hildegard van Stade (±965–1011)           | Hendrik van Schweinfurt (950-1117) ∞ Gerberga van Gleiberg (±970–1036)       | Hendrik van Schweinfurt (950-1117) ∞ Gerberga van Gleiberg (±970–1036)       | Hendrik van Schweinfurt (950-1117) ∞ Gerberga van Gleiberg (±970–1036)       | Hendrik van Schweinfurt (950-1117) ∞ Gerberga van Gleiberg (±970–1036)       |
| Ouders                               | Bernhard II van Saksen (±990–1059) ∞ 1020 Eilika van Schweinfurt (1005-1059) | Bernhard II van Saksen (±990–1059) ∞ 1020 Eilika van Schweinfurt (1005-1059) | Bernhard II van Saksen (±990–1059) ∞ 1020 Eilika van Schweinfurt (1005-1059) | Bernhard II van Saksen (±990–1059) ∞ 1020 Eilika van Schweinfurt (1005-1059) | Bernhard II van Saksen (±990–1059) ∞ 1020 Eilika van Schweinfurt (1005-1059) | Bernhard II van Saksen (±990–1059) ∞ 1020 Eilika van Schweinfurt (1005-1059) | Bernhard II van Saksen (±990–1059) ∞ 1020 Eilika van Schweinfurt (1005-1059) | Bernhard II van Saksen (±990–1059) ∞ 1020 Eilika van Schweinfurt (1005-1059) |
| Geertruida van Saksen (1033-1113)    |                                                                              |                                                                              |                                                                              |                                                                              |                                                                              |                                                                              |                                                                              |                                                                              |

- Gemeinsame Normdatei: 1028905092
- Virtual International Authority File: 279882176
- WorldCat: E39PBJyCy4jpyGrP6bWbr9kdQq